# Madrugada (película)
Madrugada es una película dramática española de 1957 dirigida por Antonio Román, con guion coescrito por él mismo.
Su argumento está basado en la obra de teatro homónima de Antonio Buero Vallejo y con él se intenta "trasladar a la pantalla cinematográfica un tiempo escénico muy próximo al tiempo real", como ya se hiciera, por ejemplo, en  High Noon de Fred Zinnemann.

## Sinopsis
Mauricio, un rico y famoso pintor, acaba de fallecer y, aunque en su lecho de muerte intentó, sin éxito, revelarle algo a Amalia (Zully Moreno), muere sin dejar testamento, así que Amalia decide reunir a su familia, con la que el artista no tenía buena relación, y les miente diciendo que está moribundo para intentar obtener de ellos alguna información que le permita intuir las últimas palabras de Mauricio.

## Reparto
- Zully Moreno - Amalia
- Luis Peña - Leandro
- Antonio Prieto - Lorenzo
- Mari Carmen Díaz de Mendoza - Paula
- Manuel Díaz González - Dámaso
- María Francés - Sabina
- Isabel Pallarés - Leonor
- Mara Cruz - Mónica

## Premios y nominaciones
Medallas del Círculo de Escritores Cinematográficos
| Año  | Categoría               | Nominación                  | Resultado |
| ---- | ----------------------- | --------------------------- | --------- |
| 1957 | Mejor actriz secundaria | Mari Carmen Díaz de Mendoza | Ganadora  |
| 1957 | Mejor actriz extranjera | Zully Moreno                | Ganadora  |

## Localizaciones de rodaje
Una de las escenas de esta película se rodó en la calle Marqués de Riera de Madrid. En ella puede verse la entrada al Círculo de Bellas Artes y a la antigua bolera Bellas Artes, alojada en la planta baja del edificio.